# Тијен Хан
Тијен Хан (Чангша, 12. март 1898 — 10. децембар 1968) био је кинески писац традиционалне и модерне драме, писац филмова, романописац, песник, један од главних чланова Друштва стваралаштва, текстописац, књижевни критичар, активиста, лидер у домену књижевности и уметности, оснивач модерне драме у Кини. Аутор је текста химне Народне Републике Кине „Марш добровољаца“.

## Биографија
Тијен Хан је изгубио оца са 6 година, па се његова мајка бавила ткањем свиле како би одгојила децу. Године 1912. уписан је у средњу школу Чангша, чији је директор био Су Тели. Године 1916. отишао је са ујаком И Сјангом (који је био директор одсека за политичка питања Хунан покрајинског завода у раним годинама кинеске републике) у Јапан, где је прво био у морнарици, а касније је у Токију уписао педагошки факултет и занимао се за драму. Постао је пријатељ са Гуо Можуом, Цуо Шуншенгом, Џанг Зипингом и другима. Године 1920. вратио се у Шангај након што је Сјанг нападнут ножем у Чангша. Наредне године постао је уредник једне издавачке куће. Заједно са својом супругом Ји Шују основао је месечник „Јужна Кина“ и објављио једну представу. Године 1925. Тијен Хан је основао друштво Јужна Кина и снимио филм „Иди у народ“ чији је био и сценариста.
Након инцидента 12. априла 1927. године, радио је кратко у одсеку за пропаганду генералног политичког одељења Националистичке партије Кине, где је био одговоран за филм и позориште. Године 1928. његово друштво Јужна Кина проширено је на пет делова: књижевност, сликарство, музика, позориште и филм. Основана је и академија Јужна Кина.
Године 1932. након инцидента 28. јануара, Ћиу Баибаи је ступио на чело Комунистичке партије Кине.
Године 1935. када је написао тематску песму „Марш добровољаца“ за филм „Деца доба невоља“, ухапшен је од стране националистичке владе. Текст је написан на кутији за цигарете и предат композитору Ние Еру.
Године 1937. написао је текстове песама „Четири годишња доба“ и „Крај света“. То су биле тематске песме за филм „Анђели улице“. Следеће године оженио се са Ан Е.
1941. године у Гуејлину је основан нови кинески клуб драме.
Након 1949. године, Тијен Хан је био директор Бироа за унапређење опере и Бироа за уметност Министарства културе.

### Културна револуција и смрт
Када је почела Културна Револуција 1966. године, Тијен Ханово писање је јавно критикавано као отров. Тадашња владајућа диктатура га је затворила у затвор Ћинченг. Тијен Хан, иако је дијабетичар, био је присиљен да једе са земље и пије сопствени урин. Године 1968. умро је од дијабетеса, уремије и коронарне болести срца. У време смрти није имао никог блиског поред себе. После његове смрти, уместо имена користио се псеудоним Ли Ву, а не Тијен Хан. Као и бившем председнику државе Љу Шаоћију који је касније отеран у смрт, променили су му име. Једино је сину Тијен Давеиу речено за очеву смрт. Један војни чиновник му је рекао „Тијен Хан је мртав, грешник“. Уплашени син се није усудио да узме пепео, а остала родбина и пријатељи нису ни знали. 1970. године, континенална Кина критиковала је Тијен Хана, Џоу Јанга, Сја Јена и Јанг Ханшенка. Због тога је проглашен за издајника и 1975. је „заувек протеран из партије“. У то време, у Кини нису смеле да се певају песме које је он написао. У формалним ситуацијама могла се пуштати само музика химне, евентуално са новим револуционарним текстом. 1979. године, оригинални „Закључци“ Централне радне групе о Тиан Хану су укинути и он је рехабилитован. 25. априла 1979. одржана је служба на гробљу Бабаошан у Пекингу. 4. децембра 1982. године. Пета седница Петог народног конгреса донела је одлуку: „Марш добровољаца“ је постала химна Народне Републике Кине. Године 2004. Друга седница Десетог народног конгреса допунила је Устав Народне Републике Кине и званично је прогласила „Марш добровољаца“ националном химном.

## Достигнућа из књижевности
Тијен Хан је оснивач покрета модерне драме и пионир реформе драме. У његовим драмама, реализам и романтизам постигли су јединство. Пуно богате поетике, драматичности и талента за бележење унутрашњег света и емотивних промена ликова. Међу његовим драмским ремек-делима су „Једна ноћ у кафићу“, „Смрт чувеног талента“, „Месечева соната“ и „Хаотична звона“. Тијен Хан је свој живот посветио књижевној и уметничкој каријери, створивши више од 60 представа и опера, више од 20 филмских сценарија, 24 игране драме и скоро 2.000 различитих текстова и песама. Међу њима, ту је и „Марш добровољаца“ који је проглашен за националну химну Народне Републике Кине, на текст Ние Ера.

### Војна наука
Тијен Хан је такође био стручњак за кинеску поморску историју. Аутор је неколико чланака о кинеској морнарици.